# Rue Albinoni
Pour les articles homonymes, voir Albinoni (homonymie).
La rue Albinoni est une voie située dans le quartier de Picpus du 12e arrondissement de Paris, en France.

## Origine du nom
Elle porte le nom du compositeur vénitien Tomaso Albinoni (1671-1751).

## Historique
La voie est créée dans le cadre de l'aménagement de la ZAC Reuilly sous le nom provisoire de « voie BF/12 » et prend sa dénomination actuelle par arrêté municipal du 16 décembre 1991.

## Bâtiments remarquables et lieux de mémoire
- No 15 : adresse officielle[2] et accès au jardin de Reuilly-Paul-Pernin.